# Drogomysł
Drogomysł – staropolskie imię męskie. Składa się z członu Drogo- ("drogi") i -mysł ("myśleć", "myśl"). Mogło oznaczać "mający cenne myśli".
Drogomysł imieniny obchodzi 17 czerwca i 18 czerwca.